# Pseudoclimaciella apicipennis
Pseudoclimaciella apicipennis is een insect uit de familie van de Mantispidae, die tot de orde netvleugeligen (Neuroptera) behoort. 
Pseudoclimaciella apicipennis is voor het eerst wetenschappelijk beschreven door Kolbe in 1897.